# Trychosis nigriventris
Trychosis nigriventris är en stekelart som först beskrevs av Heinrich Habermehl 1918.
Trychosis nigriventris ingår i släktet Trychosis och familjen brokparasitsteklar. Inga underarter finns listade i Catalogue of Life.